# Journalistenseminar Rohren
Das Journalistenseminar Rohren war ein jährlich stattfindendes Seminar, das sich an junge Nachwuchsjournalisten richtete. Ziel des Seminars war es, die Teilnehmer über den Beruf des Journalisten umfassend zu informieren.
Das Seminar war keine kommerzielle Veranstaltung, sondern wurde von der Arbeitsagentur Aachen-Düren, mit Spenden und durch einen Förderverein der ehemaligen Teilnehmer finanziert. Erfahrene Medienprofis engagierten sich hier ehrenamtlich in ihrer Freizeit.

## Geschichte
Das Journalistenseminar Rohren fand von 1990 bis 2017 einmal im Jahr im Juli/August in der Eifel statt und dauert 10 Tage. Es ist benannt nach dem Veranstaltungsort, dem kleinen Dorf Rohren bei Monschau in der Eifel. Initiiert wurde das Seminar von dem ARD-Fernsehjournalisten Ulrich Adrian und Rainer Seidel, einem Berufsberater der Bundesanstalt für Arbeit in Aachen. Über 450 Schüler und Studenten haben das Seminar absolviert, von denen viele inzwischen bei Zeitungen sowie Radio- und Fernsehsendern in der ganzen Bundesrepublik arbeiten.

## Seminar
Im Seminar werden alle journalistischen Arbeitsbereiche vorgestellt, gleichzeitig werden die Teilnehmer über die verschiedenen Ausbildungswege in Deutschland informiert. Die Teilnehmer besuchen Termine in der Umgebung, lernen Interviewtechniken, erstellen täglich eine eigene Online-Seite, schreiben Zeitungsartikel und präsentieren eine einstündige Fernseh- und eine dreistündige Radiosendung. Für eine mehrstündige Pressekonferenz stellten sich prominente Gäste wie Martin Schulz, Christoph Steegmans, Sonia Seymour Mikich und Emmanuel Peterfalvi („Alfons“) zur Verfügung.

## Zielgruppe
Das Seminar richtete sich an Schülerinnen und Schüler ab der Jahrgangsstufe 11 sowie an Studenten bis 28 Jahre. Journalistische Vorerfahrungen werden nicht vorausgesetzt. Den Teilnehmern soll eine Entscheidungsgrundlage an die Hand gegeben werden, ob und für welchen journalistischen Bereich er besonders geeignet ist. Neben dem journalistischen Know-how lernen sie, mit Zeitdruck und Lampenfieber zurechtkommen. Außerdem erhalten sie Informationen über die verschiedenen Ausbildungsmöglichkeiten, Tipps für Studienwahl, Bewerbung und Vorstellungsgespräch.

## Hinweise auf sexuelle Belästigung
Nachdem am 4. und 5. April 2018 durch Recherchen von stern und Correctiv Vorwürfe der sexuellen Belästigung gegen einen WDR-Mitarbeiter bekannt wurden, teilten der Vorstand des Fördervereins und das Leiterteam des Seminars mit, dass der betreffende WDR-Mitarbeiter und seine Frau von all ihren Funktionen im Zusammenhang mit dem Journalistenseminar Rohren zurückgetreten seien. Wenige Tage später gab der Vorstand auf der Internetseite des Seminars bekannt, dass die Veranstaltung 2018 ausfallen werde.

## Ehemalige Teilnehmer
Ehemaligen „Rohrener“ sind zum Beispiel Frank Bräutigam, Oliver Schmidt und Christian Esser.

## Förderverein
Der 2008 gegründete Förderverein nannte sich Anfang 2019 um und bietet inzwischen unter Verein zur Förderung des journalistischen Nachwuchses – enter e.V. ähnliche Seminare an.